# 蘭德福爾峰
蘭德福爾峰（英語：Landfall Peak），是南極洲的山峰，位於埃爾斯沃思地的瑟斯頓島西端，處於飛魚角東北面15公里，由美國研究隊發現，現時由南極條約體系管理。